# Europacupen i ishockey 1990/1991
Europacupen i ishockey 1990/1991 inleddes den 19 oktober 1990, och avslutades den 30 december samma år. Turneringen vanns av svenska Djurgårdens IF, som besegrade Dynamo Moskva i finalen.

## Första gruppspelsomgången

### Grupp A
Sofia, Bulgarien
| Lag 1                | Resultat | Lag 2                |
| -------------------- | -------- | -------------------- |
| Levski-Spartak Sofia | 26-1     | AS Aris Thessaloniki |
| HC Steaua Bucureşti  | 30-0     | AS Aris Thessaloniki |
| Levski-Spartak Sofia | 3-8      | HC Steaua Bucureşti  |

### Grupp A, slutställning
| Placering | Lag                  | Poäng |
| 1         | HC Steaua Bucureşti  | 4     |
| 2         | Levski-Spartak Sofia | 2     |
| 3         | AS Aris Thessaloniki | 0     |

### Grupp B
Bolzano, Italien
| Lag 1                | Resultat | Lag 2                |
| -------------------- | -------- | -------------------- |
| VEU Feldkirch        | 6-5      | Lehel HC Jászberény  |
| HC Bolzano           | 4-4      | KHL Medveščak Zagreb |
| KHL Medveščak Zagreb | 8-5      | VEU Feldkirch        |
| HC Bolzano           | 5-5      | Lehel HC Jászberény  |
| KHL Medveščak Zagreb | 7-4      | Lehel HC Jászberény  |
| HC Bolzano           | 7-4      | VEU Feldkirch        |

### Grupp B, slutställning
| Placering | Lag                  | Poäng |
| 1         | KHL Medveščak Zagreb | 5     |
| 2         | HC Bolzano           | 4     |
| 3         | VEU Feldkirch        | 2     |
| 4         | Lehel HC Jászberény  | 1     |

### Grupp C
Rødovre, Danmark
| Lag 1             | Resultat | Lag 2             |
| ----------------- | -------- | ----------------- |
| TMH Polonia Bytom | 3-0      | Furuset           |
| Rødovre SIK       | 8-11     | Cardiff Devils    |
| Furuset           | 9-4      | Cardiff Devils    |
| Rødovre SIK       | 1-7      | TMH Polonia Bytom |
| TMH Polonia Bytom | 8-3      | Cardiff Devils    |
| Rødovre SIK       | 7-2      | Furuset           |

### Grupp C, slutställning
| Placering | Lag               | Poäng |
| 1         | TMH Polonia Bytom | 6     |
| 2         | Furuset           | 2     |
| 3         | Rødovre SIK       | 2     |
| 4         | Cardiff Devils    | 2     |

### Grupp D
Rouen, Frankrike
| Lag 1                   | Resultat | Lag 2                   |
| ----------------------- | -------- | ----------------------- |
| Rouen HC                | 16-2     | CHH Txuri Urdin         |
| Gunco Panda's Rotterdam | 21-1     | CHH Txuri Urdin         |
| Rouen HC                | 8-6      | Gunco Panda's Rotterdam |

### Grupp D, slutställning
| Placering | Lag                     | Poäng |
| 1         | Rouen HC                | 4     |
| 2         | Gunco Panda's Rotterdam | 2     |
| 3         | CHH Txuri Urdin         | 0     |

 HC Lugano,
 Sparta Praha,
 TPS,
 Düsseldorfer EG  : vidare direkt

## Andra gruppspelsomgången

### Grupp A
Düsseldorf, Nordrhein-Westfalen, Tyskland
| Lag 1                | Resultat | Lag 2                |
| -------------------- | -------- | -------------------- |
| TPS                  | 4-1      | Rouen HC             |
| Düsseldorfer EG      | 7-4      | KHL Medveščak Zagreb |
| Düsseldorfer EG      | 3-4      | TPS                  |
| KHL Medveščak Zagreb | 5-3      | Rouen HC             |
| TPS                  | 3-1      | KHL Medveščak Zagreb |
| Düsseldorfer EG      | 11-3     | Rouen HC             |

### Grupp A, slutställning
| Placering | Lag                  | Poäng |
| 1         | TPS                  | 6     |
| 2         | Düsseldorfer EG      | 4     |
| 3         | KHL Medveščak Zagreb | 2     |
| 4         | Rouen HC             | 0     |

### Grupp B
Lugano, Ticino, Schweiz
| Lag 1             | Resultat | Lag 2               |
| ----------------- | -------- | ------------------- |
| HC Lugano         | 7-2      | TMH Polonia Bytom   |
| Sparta Praha      | 8-0      | HC Steaua Bucureşti |
| HC Lugano         | 5-1      | HC Steaua Bucureşti |
| Sparta Praha      | 7-5      | TMH Polonia Bytom   |
| HC Lugano         | 4-4      | Sparta Praha        |
| TMH Polonia Bytom | 4-2      | HC Steaua Bucureşti |

### Grupp B, slutställning
| Placering | Lag                 | Poäng |
| 1         | Sparta Praha        | 5     |
| 2         | HC Lugano           | 5     |
| 3         | TMH Polonia Bytom   | 2     |
| 4         | HC Steaua Bucureşti | 0     |

## Finalomgång
Düsseldorf, Nordrhein-Westfalen, Tyskland

### Tredje omgången
| Lag 1           | Resultat | Lag 2        |
| --------------- | -------- | ------------ |
| Düsseldorfer EG | 2-6      | Sparta Praha |
| TPS             | 5-4      | HC Lugano    |

### Match om femte plats
| Lag 1           | Resultat | Lag 2     |
| --------------- | -------- | --------- |
| Düsseldorfer EG | 6-2      | HC Lugano |

 Djurgårdens IF,
 Dynamo Moskva  : vidare direkt

### Semifinaler
| Lag 1          | Resultat | Lag 2        |
| -------------- | -------- | ------------ |
| Dynamo Moskva  | 3-2      | TPS          |
| Djurgårdens IF | 3-2      | Sparta Praha |

### Match om tredje pris
| Lag 1 | Resultat | Lag 2        |
| ----- | -------- | ------------ |
| TPS   | 4-3      | Sparta Praha |

### Final
| Lag 1          | Resultat | Lag 2         |
| -------------- | -------- | ------------- |
| Djurgårdens IF | 3-2      | Dynamo Moskva |